# Juan Bautista (Galería Borghese)
La fecha de este Juan Bautista exhibido en la Galería Borghese ha sido producto de desacuerdos. Se supone que Scipione Borghese lo adquirió hacia 1605, mientras que Robb afirma que fue pintado luego del «incidente Tommasoni», hacia 1607. Roberto Longhi ha estudiado la obra y define en ella características propias de la etapa siciliana, entre 1607 y 1608. Incluso se ha llegado a pensar que es parte de las últimas obras de Caravaggio, en 1610.
La pintura muestra a un niño en un fondo oscuro, con una oveja a punto de ser sacrificada. Su melancolía recuerda al sacrificio de Cristo. La oscuridad y el dramatismo resaltan la juventud del muchacho y crean un panorama demasiado juvenil. De acuerdo a Longhi: «Comparado con otros Bautistas de Caravaggio, éste destaca por su riqueza en colores, por la sensualidad que irradia el modelo desnudo y por prefigurar otros trabajos del autor como La degollación del Bautista o La flagelación de Cristo».
Borghese era sobrino de Pablo V y uno de los más connotados coleccionistas romanos. Con la ayuda de Giuseppe Cesari, amigo de Caravaggio, logró conseguir varias obras de éste. Muchas de ellas fueron donadas por el mismo Scipione a su galería pictórica familiar. Entre ellas destacan: Niño con un cesto de frutas, El joven Baco y Madonna con el niño y Santa Ana.
Tras ser detenido en Malta, Caravaggio vive el período más turbulento de su vida. Huye a Nápoles, pero al ser perseguido por sus enemigos —nunca identificados—, decide refugiarse en el Palacio Colonna. Allí traba contacto con Borghese, quien pedirá a su tío el Papa perdón para Caravaggio. Se ha dicho que sus últimas obras fueron dedicadas a Scipione como una forma de agradecimiento. Caravaggio sale de viaje, pero en Porto Ercole le sorprende la muerte a los 39 años de edad, lo que causa gran consternación en Roma.